# Площадь поверхности
Площадь поверхности — аддитивная числовая характеристика поверхности.

## Определения
Во всех определениях площади в первую очередь описывается класс поверхностей, для которых она определяется.
Проще всего определяется площадь многогранных поверхностей: как сумма площадей их плоских граней.
Тем не менее класс многогранных поверхностей недостаточно широк для большинства приложений
Чаще всего площадь поверхности определяют для класса кусочно гладких поверхностей с кусочно гладким краем.
Это можно сделать с помощью следующей конструкции:
Поверхность разбивают на части с кусочно гладкими границами: для каждой части выбирают плоскость и ортогонально проецируют на неё рассматриваемую часть; площадь полученных плоских проекций суммируют.
Площадь самой поверхности определяют как точную верхнюю грань таких сумм. 
Если поверхность в евклидовом пространстве задана параметрически кусочно {\displaystyle C^{1}}-гладкой функцией {\displaystyle r(u,v)}, где параметры {\displaystyle u}, {\displaystyle v} изменяются в области {\displaystyle D} на плоскости {\displaystyle (u,v)},
то площадь {\displaystyle S} можно выразить двойным интегралом
{\displaystyle S=\iint \limits _{D}|r_{u}\times r_{v}|\cdot du\cdot dv,}
где {\displaystyle \times } обозначает векторное произведение, a {\displaystyle r_{u}} и {\displaystyle r_{v}} — частные
производные по {\displaystyle u} и {\displaystyle v}.
Этот интеграл можно переписать в следующим образом:
{\displaystyle S=\iint \limits _{D}{\sqrt {\det g_{ij}}}dudv}
где {\displaystyle g_{11}=|r_{u}|^{2}}, {\displaystyle g_{12}=\langle r_{u},r_{v}\rangle }, {\displaystyle g_{22}=|r_{v}|^{2}} и, также,
{\displaystyle S=\iint \limits _{D}{\sqrt {\det(J_{r}^{\mathrm {T} }\cdot J_{r})}}dudv}
где {\displaystyle J_{r}} обозначает матрицу Якоби отображения {\displaystyle (u,v)\mapsto r(u,v)}.

## Комментарии
- В частности, если поверхность есть график {\displaystyle C^{1}}-гладкой функции {\displaystyle z=f(x,y)} над областью {\displaystyle D} на плоскости {\displaystyle (x,y)}, то
{\displaystyle S=\iint \limits _{D}{\sqrt {1+\left({\frac {\partial f}{\partial x}}\right)^{2}+\left({\frac {\partial f}{\partial y}}\right)^{2}}}dxdy}
  - Из этих формул выводятся известные формулы для площади сферы и её частей, обосновываются приёмы для вычисления площади поверхностей вращения и т. п.
- Для двумерных кусочно гладких поверхностей в римановых многообразиях эта формула служит определением площади, при этом роль {\displaystyle g_{11}}, {\displaystyle g_{12}=g_{21}} и {\displaystyle g_{22}} играют составляющие метрического тензора самой поверхности.

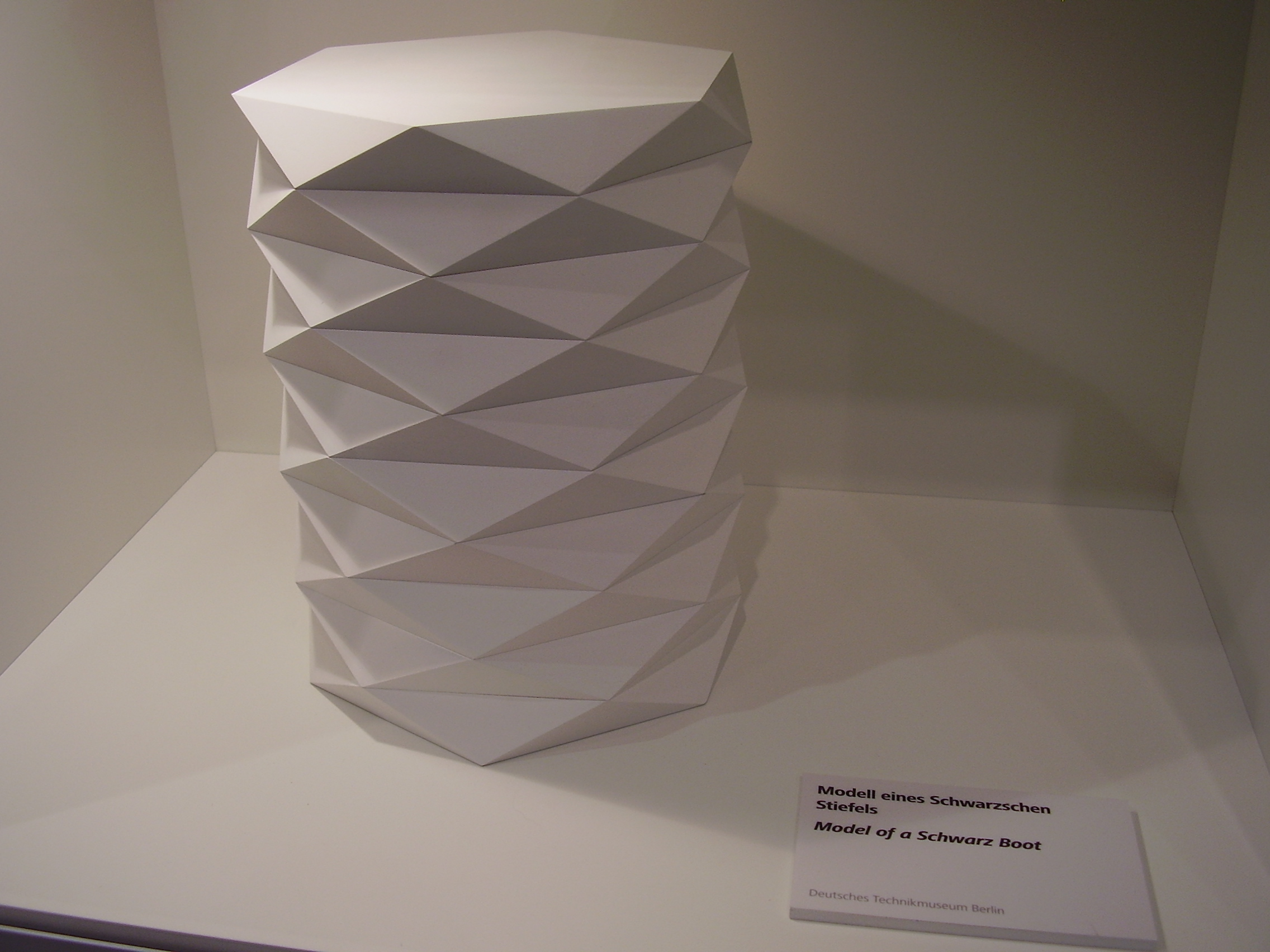
Сапог Шварца в Немецком техническом музее

- Попытка ввести понятие площади кривых поверхностей как предела площадей вписанных многогранных поверхностей (подобно тому, как длина кривой определяется как предел вписанных ломаных) встречает трудность. Даже для весьма простой кривой поверхности площадь вписанных в неё многогранников со всё более мелкими гранями может иметь разные пределы в зависимости от выбора последовательности многогранников. Это наглядно демонстрирует известный пример, так называемый сапог Шварца, в котором последовательности вписанных многогранников с разными пределами площади строятся для боковой поверхности прямого кругового цилиндра.
  - Тем не менее, площадь замкнутой выпуклой поверхности равна точной верхней грани площадей вписанных в неё выпуклых многогранных поверхностей.

## Свойства
- Площадь вложенной поверхности совпадает с 2-мерной мерой Хаусдорфа её образа.
- Площадь вложенной поверхности в трёхмерное евклидово пространство совпадает с ёмкостью Минковского коразмерности 1 её образа.